# Graziella Santini
Graziella Santini (ur. 23 czerwca 1960) – sanmaryńska lekkoatletka, uczestniczka letnich igrzysk olimpijskich w Montralu w 1976. Jest najmłodszym olimpijczykiem z San Marino – w chwili startu miała 16 lat i 1 dzień.
W skoku w dal zajęła 29. miejsce (wynik 4,90 m). Rekord życiowy (w 1977) 5,67 m.
W 1987 zdobyła brązowy medal igrzysk małych państw Europy.